# Бекасово-Центральне
Бекасово-Центральне — зупинний пункт/пасажирська платформа, розташована на 238 км Великого кільця Московської залізниці (дільниця Бекасово I — Стовбова), в поселенні Київський Троїцького округу Москви. Знаходиться поблизу центру сортувальної станції Бекасово-Сортувальне, основні парки якої знаходяться на північний схід, схід і південний схід.

## Опис
На зупинному пункті дві низькі берегові платформи і, відповідно, дві колії. Платформа напрямком на Бекасово I/Москву (№ 1) має невелику криту частину, платформа на Хрести/Дєтково (№ 2) без будівель. Друга платформа вузька, на 5 вагонів, перша майже вдвічі довша, широка. Перехід між платформами — тільки по настилу в центрі першої/у торця другої платформи. Для поїздок квитки купуються в електропотязі у роз'їзних касирів.
На віддалі на північний схід та схід знаходиться Сортувальна гірка і Парк «С» станції Бекасово-Сорт., а також Центральний пост.
Бекасово-Центральне є головним пунктом управління всього Бекасовського вузла. Тут знаходиться Центральний Пост Управління, начальник всього Бекасово-Сорт., головний диспетчер сортувальної гірки, Служба Руху (ДС), а також залізничні підрозділи ПЧ-18, локомотивне депо ТЧЕ-23 (за парком «З ") тощо.

## Розклад і напрямки руху
Зупинка обслуговується електропотягами моторвагонного депо ТЧ-20 Апрелівка Київського напрямку МЗ. Зупиняються всі, що курсують електропотяги.
- Електропотяги по Великому кільцю МЗ в бік Дєтково. Можуть слідувати до Бекасово-Сорт. (Прибуття — є кінцевою), Мачихіно, Хрести, Сандарово, Столбової, Дєтково. (12-13 разів на день).
- Електропотяги по Великому кільцю МЗ в бік Кубинки II (3-4 рази на день). На станції Бекасово I (в 6 хвилинах) можна зробити пересадку на радіальний Київський напрямок.
- «Прямі» електропотяги по Великому кільцю з виходом на радіальний Київський напрямок до/з Москви (4-5 пар на день — Москва, 1-2 рази з Апрелівки, 5 раз на Апрелівку), до/з Калуги-1 (1 пара на день). При цьому потяги в бік Москви (і тільки в ту сторону) прямують без заходу на Бекасово I, по п'ятій сполучній лінії. Час руху до Москви — приблизно 1 година 25 хв. Назад 1 година 35 хв. — 1 година 45 хв.